# Aimée & Jaguar
Aimée & Jaguar è un romanzo storico di Erica Fischer, pubblicato in Germania nel 1997.
La storia è la testimonianza di Charlotte Elisabeth "Lilly" Wust, née Kappler, casalinga tedesca sposata a un contabile bancario e soldato durante la seconda guerra mondiale, e della sua tragica relazione lesbica con Felice Schragenheim, una ragazza ebrea appartenente alla resistenza berlinese, durante la fine della seconda guerra mondiale.
La storia della relazione tra Schragenheim e Wust è rappresentata anche nel documentario Love Story e  nel film del 1999 Aimée & Jaguar,

## Edizione
- Erica Fischer, Aimée & Jaguar, traduzione di Louisette Palici di Suni, TEADUE, n. 1426, Milano, TEA, 2006, ISBN 978-88-502-1136-4.[2]